# Испанское завоевание Тайясаля
Испанское завоевание Тайясаля (исп. Conquista del Petén) — завоевание Испанской империей располагавшегося на севере современной Гватемалы государственного образования народа ица (Itza) со столицей Тах-Ица (Нох-Петен), известной испанцам как Тайясаль. Первая попытка завоевания Тайясаля была предпринята в 1622—1624 годах, но завоевать его испанцам удалось лишь в 1697 году.

## Предыстория
К началу XVI века вокруг озера Петен-Ица существовало пять родоплеменных образований майя, которые испанцы называли царствами (исп. reino). Среди них доминирующим было образование с главным поселением Нох-Петен (Тайясаль) на острове посреди озера.
К 1546 году испанские колонизаторы установили свой контроль над всеми территориями, где проживали народы майя, кроме Тайясаля. Находившийся среди лесов и болот Тайясаль был расположен на расстоянии 300 км от города Гватемала. Его население росло за счёт беглецов с подконтрольных испанцам территорий, которые стремились избежать принудительного труда, податей, занесённых испанцами эпидемий, отправки в качестве рабов на Кубу.
В 1617 году францисканский монах Хуан де Орбита добрался до Тайясаля и убедил его правителя отправить с ним делегацию в колониальную испанскую столицу Мериду. По имеющимся сведениям, она согласилась мирно подчиниться испанскому правлению и вернулась в Тайясаль. В следующем году де Орбита, монах Бартоломе де Фуэнсалида и колониальный чиновник отправились в Тайясаль, чтобы оформить его переход под власть испанской монархии. Однако после того как де Орбита разбил стоящую в Тайясале статую коня побывавшего в 1525 году Кортеса, ставшую объектом религиозных церемоний местных жителей, испанцам было предложено покинуть город и больше никогда не возвращаться.

## Попытка завоевания Тайясаля в 1622—1624 годах
В 1622 году испанский губернатор Юкатана приказал капитану Франсиско де Миронесу с отрядом из 20 испанских всадников и 140 дружественных индейцев завоевать Тайясаль. Сначала испанцы заняли селение Сакалум на границе с Тайясалем. Но 27 января 1624 года воины из Тайясаля во главе с верховным жрецом по имени Поль напали на Сакалум и смогли захватить испанских солдат безоружными в церкви. Их командира Миронеса и местного священника принесли в жертву прямо на церковном алтаре, солдат повесили и обезглавили, а их тела насадили на колья и сожгли. Были повешены также многие местные индейцы-христиане. После приближения испанского отряда под командованием Хуана Бернардо Казановы воины из Тайясаля сожгли и покинули Сакалум.
После этого испанские гарнизоны были размещены в нескольких городах на юге Юкатана, а за головы убивших испанцев воинов из Тайясаля испанцы назначили большую награду. Один из союзных испанцам вождей майя по имени Фернандо Камаль с отрядом из 150 воинов смог захватить верховного жреца Поля и его воинов вместе с серебром, унесённым из церкви в Сакалуме. Их отправили в Мериду, пытали, судили и отрубили им головы. Однако первая попытка испанцев завоевать Тайясаль провалилась.

## Завоевание Тайясаля в 1695—1697 годах

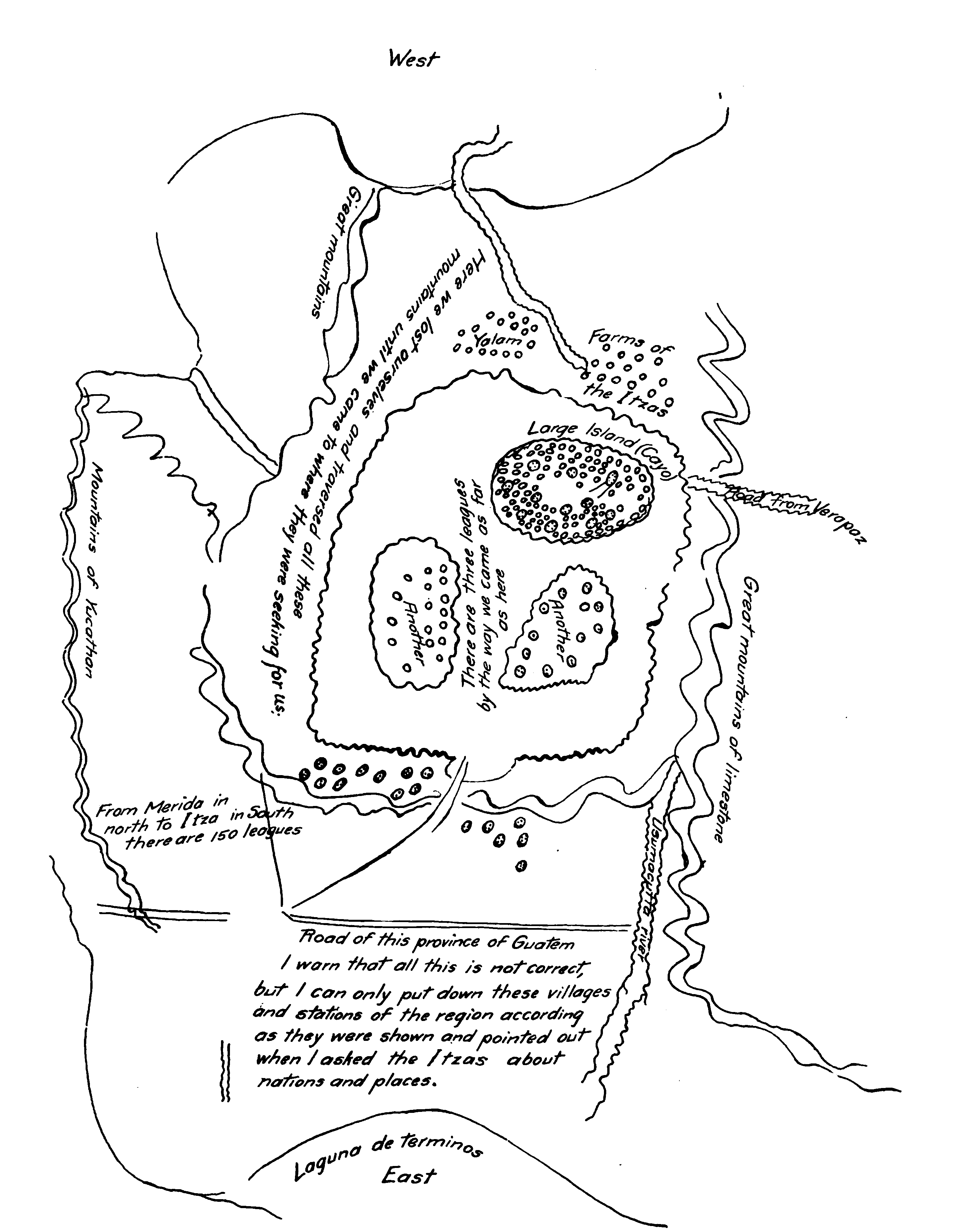
Карта озера Петен-Ица с Тайясалем, составленная в 1696 году

В 1689 году Совет Индий рассмотрел вопрос о «замирении» Тайясаля. Губернатор генерал-капитанства Юкатан Мартин де Урсуа начал строительство дороги от Кампече на юг к озеру Петен-Ица. В начале марта 1695 года он приказал капитану Алонсо Гарсия де Паредесу с отрядом из 50 испанских солдат, а также индейских разведчиков, носильщиков и рабочих разведать места, по которым должна была пройти эта дорога. После боя с воинами из племенного союза Кехаче отряд вернулся.
Тогда же соперничавший с Мартином де Урсуа губернатор генерал-капитанства Гватемала Хасинто де Барриос Леал отправил в Тайясаль четырёх доминиканских монахов, чтобы они объяснили правителю Тайясаля, что сопротивление бесполезно, и ему следует перейти под покровительство гватемальского губернатора. Монахов сопровождали 70 испанских солдат, а также некоторое количество союзных индейских воинов и носильщиков. Но после столкновений с воинами из Тайясаля испанцы решили, что имеющимися у них силами нельзя покорить Тайясаль, и вернулись в Гватемалу.
В мае 1695 года губернатор Юкатана Мартин де Урсуа отправил на завоевание Тайясаля отряд, включавший 115 испанских солдат, 150 мушкетёров-майя, а также работников и носильщиков, общим числом более 400 человек. К концу декабря 1695 года испанцы разгромили царство Кехаче.
Но в феврале 1696 года воины Тайясаля разгромили на берегу озера Петен-Ица испанский отряд Педро де Зубиара из 60 мушкетёров и 40 носильщиков. Было захвачено и затем принесено в жертву 12 испанцев, остальные сумели спастись.
В марте 1696 года после постройки дороги началась новая испанская экспедиция против Тайясаля под командованием капитана Диаса де Веласко. После переговоров с воинами из Тайясаля на берегу озера Петен-Ица испанцам было предложено сесть в лодки и плыть по озеру в Тайясаль. При этом для обмана испанцев несколько жителей Тайясаля переоделись в одежды монахов, захваченные ими ранее после убийства очередных испанских миссионеров. По пути лодки были перевёрнуты, а испанцы были утоплены. Часть испанцев во главе с командиром оказали сопротивление и погибли в бою. Всего были убиты 87 членов экспедиции, включая 30 христиан-майя.
В конце декабря 1696 года воины Тайясаля напали на большое поселение принявших христианство майя в царстве Кехаче, увели в плен почти всех жителей поселения и сожгли церковь. После этого испанский гарнизон в Чунтуки спрятал своё оружие и боеприпасы и отступил.
С конца декабря 1696 до середины января 1697 года губернатор Юкатана Мартин де Урсуа отправлял небольшие отряды солдат и рабочих по дороге к озеру Петен-Ица. 26 февраля 1697 года сам губернатор прибыл на берег озера, и испанцы начали строительство галиота. 13 марта на борт построенного галиота поднялись 108 солдат и офицеров, 2 священника, крещёный посол из Тайясаля Ах-Чан со своим родственником и сам губернатор де Урсуа с пятью слугами. После боя с лодками воинов Тайясаля галиот подошёл к Тайясалю. После обстрела из пушек испанцы начали штурм города. Множество майя-ица погибли, остальные бежали в леса, оставив испанцам пустой полуразрушенный город. Де Урсуа переименовал его в Нуэстра Сеньора де лос Ремедиос и Сан-Пабло, Лагуна дель Ица («Богоматерь Исцеления и Святого Павла, озеро Ицы»).
Испанцы направили во все стороны в погоню за бежавшими свои поисковые отряды. Вскоре был схвачен Кан-Эк, последний правитель Тайясаля. Он и его сын до конца жизни находились под домашним арестом в Гватемале.
Перед завоеванием Тайясаля вокруг озера Петен-Ица проживало около 60 000 майя без учёта беженцев из других районов. Почти 90 % из них погибли в течение первых десяти лет испанского колониального господства, в основном от болезней.